# Ocnogyna fusceipuncta
Ocnogyna fusceipuncta là một loài bướm đêm thuộc phân họ Arctiinae, họ Erebidae.